# Wonderboys: Der geheime Schatz von Neapel
Wonderboys: Der geheime Schatz von Neapel (Originaltitel: Uonderbois: Il Tesoro Segreto di Napoli) ist eine italienische Fernsehserie, die von der Produktionsfirma Lotus Production im Auftrag der Walt Disney Company umgesetzt wurde. In Italien fand die Premiere der Serie am 6. Dezember 2024 auf Disney+ statt. Im deutschsprachigen Raum erfolgte die Erstveröffentlichung der Serie durch Disney+ am 18. Dezember 2024.

## Handlung
Salvatore, Teresa, Gennaro, Raffaele und Aniello sind fünf unzertrennliche Freunde, die in Neapel leben und zusammen die „Wonderboys“ bilden. Doch kurz vor Silvester droht ihre gemeinsame Zeit und Zukunft ein jähes Ende zu finden, als ihre bösartige Vermieterin, gemeinhin als „die Alte“ bekannt, die Häuser, in denen die Freunde leben, verkaufen will, um ihre perfiden Machenschaften voranzutreiben. Doch ihre Pläne werden vom neuen Munaciello der Stadt, Tonino, auch bekannt als „Wonderboy“, durchkreuzt, von dem sich auch der Name der Freundesgruppe ableitet. Die fünf Freunde, die „Wonderboy“ bewundern und ihn als lebende Legende betrachten, werden in ein spannendes Abenteuer voller Rätsel und Gefahren hineingezogen, welches sich unter Neapel abspielt. Während Salvatore, Teresa, Gennaro, Raffaele, Aniello und „Wonderboy“' zusammen mit Antonia versuchen, die Mysterien um die verborgenen Reichtümer unter der Stadt zu lösen, versucht „die Alte“ mit allen Mitteln, ihnen zuvorzukommen und alles an sich zu reißen.

## Besetzung und Synchronisation
Die deutschsprachige Synchronisation entstand nach den Dialogbüchern sowie unter der Dialogregie von Sven Plate durch die Synchronfirma EVA Studios Germany in Berlin.
| Rolle                 | Schauspieler               | Synchronsprecher     |
| --------------------- | -------------------------- | -------------------- |
| Salvatore             | Gennaro Filippone          | Josef Litten         |
| Teresa                | Melissa Caturano           | Asya Tolaz           |
| Gennaro               | Catello Buonocore          | Milosch Kopetzki     |
| Raffaele              | Christian Chiummariello    | Artur Lacdao         |
| Aniello               | Junior Rodriguez           | Melina Witez         |
| Tonino / „Wonderboy“  | Massimiliano Caiazzo       | Max Felder           |
| Angelica / „die Alte“ | Serena Rossi               | Ranja Bonalana       |
| Antonia               | Giordana Marengo           | Daniela Molina       |
| Clemente              | Giovanni Esposito          | Lutz Schnell         |
| Francesca             | Ivana Lotito               | Anne Düe             |
| Alfredo               | Antonio Grosso             | Arne Stephan         |
| Enzo                  | Ernesto Mahieux            | Gerald Schaale       |
| Oscar                 | Daniele Rienzo             | Jannik Endemann      |
| Maltese               | Franco Della Magna         | Stefan Bräuler       |
| Samantha              | Denise Capezza             | Alice Bauer          |
| Pitone                | Daniele Vicorito           | Marius Clarén        |
| Mario                 | Vincenzo Pirozzi           | Sven Fechner         |
| Anna                  | Gisella Szaniszlò          | Giuliana Jakobeit    |
| Saverio               | Giovanni Allocca           | Hans Hohlbein        |
| Rodolfo               | Gino Curcione              | Michael Tietz        |
| Lelluccio             | David Fissi Kabore         | Tobias Schmitz       |
| Chihuahua             | Francesco Di Leva          | Marios Gavrilis      |
| Dobermann             | Biagio Musella             | Rainer Fritzsche     |
| Nino D’Angelo         | Nino D’Angelo              | Michael Pan          |
| Polizistin            | Monica Lima                | Patricia Strasburger |
| Stadtführer           | Piergiorgio Maria Savarese | Timo Weisschnur      |

## Episodenliste
| Nr. | Deutscher Titel           | Originaltitel          | Erstveröffentlichung (Italien) | Deutschsprachige Erstveröffentlichung (D/A/CH) |
| --- | ------------------------- | ---------------------- | ------------------------------ | ---------------------------------------------- |
| 1   | Der Munaciello ist zurück | O Munaciello è tornato | 6. Dez. 2024                   | 18. Dez. 2024                                  |
| 2   | Eine Frage der Chemie     | Questione di chimica   | 6. Dez. 2024                   | 18. Dez. 2024                                  |
| 3   | Das königliche Krokodil   | O Coccodrillo Reale    | 6. Dez. 2024                   | 18. Dez. 2024                                  |
| 4   | Wahre Liebe               | L’amore verace         | 6. Dez. 2024                   | 18. Dez. 2024                                  |
| 5   | Das Lied der Meerjungfrau | La voce della Sirena   | 6. Dez. 2024                   | 18. Dez. 2024                                  |
| 6   | Eine magische Nacht       | Una notte magica       | 6. Dez. 2024                   | 18. Dez. 2024                                  |